# Cinta de permanència en les Forces Aèries
La cinta (literalment, premi) de servei expedicionari de les Forces Aèries (anglès:Air Force longevity service award) és una distinció de les Forces Aèries dels Estats Units, creada el 25 de novembre de 1957 per ordre del Cap de l'Estat Major de les Forces Aèries, el General Thomas D. White, mitjançant l'Ordre General de les Forces Aèries núm. 60. Inicialment va ser creat com a equivalent de les Forces Aèries a les barres de servei que utilitzaven les altres branques de l'Exèrcit dels Estats Units per remarcar els anys de servei
És atorgada en completar 4 anys de servi actiu, a la reserva o a la Guàrdia Nacional. Per als membres de la Reserva i de la Guàrdia Nacional, el servei ha d'haver estar en un estatus d'instrucció, amb una assistència regular a la instrucció de cap de setmana i a l'entrenament anual.
És atorgada tant a oficials com a classe de tropa, en contrast a les barres de servei, que només s'atorguen a la tropa. Les concessions posteriors s'indiquen mitjançant fulles de roure.
La distinció es va fer retrospectiva a la fundació de la USAF, el 1947.